# 長念寺 (飯能市)
長念寺（ちょうねんじ）は、埼玉県飯能市にある曹洞宗の寺院。

## 歴史
創建年代は不明である。ただ南北朝時代の板碑があることから、その頃までには既に存在していたものと推測される。
1534年（天文3年）に、現在の東京都八王子市にある滝山城の城主大石定久によって中興された。そして1598年（慶長3年）に現在の同市飯能の曹洞宗の寺院能仁寺の第4世住職格外玄逸によって再中興された。

## 文化財
- 木造聖観音坐像 付 胎内納入品四点（埼玉県指定有形文化財 平成6年3月16日指定）[2]
- 長念寺寺領に関する文書（飯能市指定有形文化財 昭和34年12月1日指定）[3]
- 木造聖観音立像（飯能市指定有形文化財 令和3年3月24日指定）[4]

## 交通アクセス
- 武蔵横手駅より徒歩14分。